# Blue Lake (Autralia)
1. REDIRECCIÓN Blue Lake (Australia)